# 서멜리 몬타노
수말리 몬타노(Sumalee Montano, 1972년 8월 3일)는 미국의 배우이자 성우이다. 미국 오하이오주 콜럼버스에서 태어났다. 연기 활동을 시작하기 전 뉴욕과 홍콩에서 투자은행 애널리스트로 활동했으며 작가이기도 하다.

## 출연작

### 애니메이션
- 트랜스포머 프라임 - 알씨
- 볼트론: 전설 속의 수호자 - 산다 제독
- 스파이더맨 - 유리 와타나베
- 스타워즈 저항군 - 티어니 요원

### 비디오 게임
- 스타워즈: 구공화국의 기사단 - 라쇼우, 벨라야, 라하시아 산드랄, 듀얼 스펙터
- 스타워즈: 구공화국 - 셰이 비즐라
- 트랜스포머 프라임 - 더 게임 - 알씨
- 데스티니 2 - 수리야 호손
- 스타워즈 제다이: 오더의 몰락 - 마리 코산 보관됨 2020-06-01 - 웨이백 머신